# Mike Hilton
Mike Hilton (Fayetteville, 9 marzo 1994) è un giocatore di football americano statunitense che milita nel ruolo di cornerback per i Miami Dolphins della National Football League  (NFL).

## Carriera
Hliton al college giocò a football con gli Ole Miss Rebels dal 2012 al 2015. Dopo non essere stato scelto nel Draft NFL 2016 firmò con i Jacksonville Jaguars. Nella sua prima stagione fece parte anche dei New England Patriots prima di firmare con i Pittsburgh Steelers, senza mai scendere in campo. Debuttò come professionista nel primo turno della stagione 2017 contro i [Cleveland Browns] mettendo a segno 2 tackle. Il 1º ottobre mise a segno il suo primo sack e il primo intercetto su Joe Flacco dei Baltimore Ravens. Nel penultimo turno della stagione divenne il primo cornerback della storia, da quando i sack divennero una statistica ufficiale nel 1982, a farne registrare 3 nella stessa gara contro gli Houston Texans. Per questa prestazione fu premiato come miglior difensore dell'AFC della settimana.
Nel penultimo turno della stagione 2020 fu decisivo per la conquista del titolo di division degli Steelers nella vittoria in rimonta sugli Indianapolis Colts in cui mise a segno 4 placcaggi, 2 passaggi deviati, un intercetto e un fumble recuperato, venendo premiato come difensore della AFC della settimana.
Il 16 marzo 2021 Hilton firmò con i Cincinnati Bengals un contratto quadriennale del valore di 24 milioni di dollari. Il 13 febbraio 2022 partì come titolare nel Super Bowl LVI ma i Bengals furono sconfitti dai Los Angeles Rams per 23-20.

## Palmarès

### Franchigia
- American Football Conference Championship: 1

Cincinnati Bengals: 2021

### Individuale
- Difensore dell'AFC della settimana: 2

16ª del 2017, 16ª del 2020